# Puchar Interkontynentalny w Lekkoatletyce 2010 – skok w dal mężczyzn
Skok w dal mężczyzn – jedna z konkurencji rozegranych podczas pucharu interkontynentalnego w Splicie. Skoczkowie rywalizowali 4 września – pierwszego dnia zawodów.

## Rezultaty
| Poz. | Zawodnik         | Reprezentacja  | #1   | #2   | #3   | #4   | Rezultat |
| ---- | ---------------- | -------------- | ---- | ---- | ---- | ---- | -------- |
| 1.   | Dwight Phillips  | Ameryka        | 8.34 | x    | x    | x    | 8.34     |
| 2.   | Kafétien Gomis   | Europa         | 7.89 | 7.82 | x    | 8.10 | 8.10     |
| 3.   | Christian Reif   | Europa         | 7.27 | 7.68 | 7.90 | 7.99 | 7.99     |
| 4.   | Li Jinzhe        | Azja i Oceania | 7.60 | 7.92 | 7.93 | x    | 7.93     |
| 5.   | Tyrone Smith     | Ameryka        | 7.91 | 7.90 | 7.68 | 7.78 | 7.91     |
| 6.   | Ndiss Kaba Badji | Afryka         | 7.30 | 7.87 | 7.59 | x    | 7.87     |
| 7.   | Fabrice Lapierre | Azja i Oceania | 6.05 | 7.53 | 7.70 | 7.59 | 7.70     |
| 8.   | Larbi Bouraada   | Afryka         | 6.66 | 7.12 | -    | -    | 7.12     |